# Patronages catholiques en Belgique
Pour des articles plus généraux, voir Patro et Patronage paroissial.

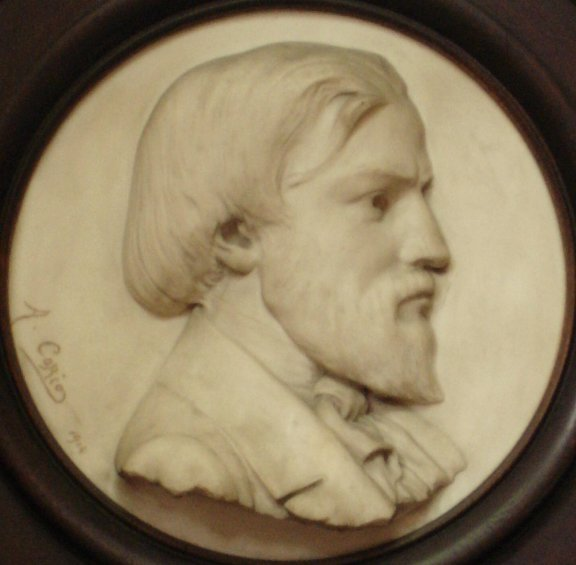
Frédéric Ozanam, fondateur de la société de Saint-Vincent-de-Paul.

Les patronages catholiques apparaissent en Belgique au milieu du XIXe siècle et se fédèrent dès 1893. Cette fédération contribue largement avec ses homologues françaises et italiennes à la création en 1911 de la fédération catholique internationale devenue Fédération internationale catholique d'éducation physique et sportive. Entre les deux guerres, les patronages belges se structurent autour des travaux de l’abbé Maucquoy avec l'appui de Désiré-Joseph Mercier. À partir de 1972, on assiste à un éloignement progressif des structures francophones et néerlandophones qui aboutit en 1978 à la reconnaissance de deux entités distinctes. Seule la seconde adhère actuellement à la fédération internationale pré-citée.

## Historique

### 1850-1914
Le premier patronage belge apparaît à Gand en 1850 : le patronage Saint-Jacobus fondé par la société de Saint-Vincent-de-Paul. Mais, comme en France, ce n’est qu’à la fin du XIXe siècle qu’ils entrent dans l’organisation des paroisses comme institution indispensable et complémentaire de l’école et du catéchisme. Comme en France l'expérience des abbés Allemand et Timon-David fait alors référence.
La Fédération nationale des sociétés catholiques de gymnastique et d’armes de Belgique (FNSCGAB) apparaît moins d’un an après la publication de l’encyclique Rerum novarum le 30 octobre 1892 soit six ans avant son homologue française. Dès 1895, elle dispose de son propre journal, Belgica et commence à se structurer sur le plan territorial, accueillant dans ses concours des patronages du nord de la France. Les rapports avec la Fédération gymnastique et sportive des patronages de France (FGSPF), créée en 1898, s’établissent d’emblée et dès 1900 des associations belges participent au concours de Paris. Les rapports avec la Flandre française sont nombreux et constants ; l’année suivante la Saint-Georges de Croix — près de Lille — est accueillie au concours de Gand.
En 1906, on décompte 516 patronages de garçons et 344 de filles. Deux ans plus tard les patronages belges commencent à s’intéresser au sport naissant (football, course…) soit quelques années après la FGSPF. Dès 1909 les patronages masculins passent à 653 dont 453 pour la partie francophone. À de ce moment, Désiré-Joseph Mercier (1851-1926), professeur de philosophie à Louvain, prend un rôle déterminant dans leur orientation.

### 1918-1939

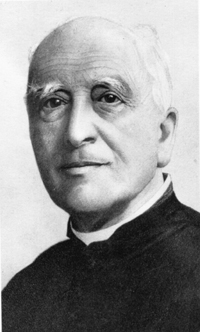
Le père Timon David, référence des patronages belges.

Malgré la concurrence du scoutisme après la Première Guerre mondiale, les patronages prennent un nouvel essor, toujours encouragés par Désiré-Joseph Mercier. En 1919 la fédération prend le nom de Fédération nationale des sociétés catholiques de gymnastique et de préparation au service militaire, sigle qui sera allégé des trois derniers mots en 1924. Le Belge Félix Van de Kerkhove est élu président de l’Union internationale des œuvres catholiques d’éducation physique (UIOCEP) en 1920. À partir de 1923 apparaît une organisation fédérale féminine à Anvers.
L’abbé Maucquoy publie en 1921 Une œuvre d’éducation populaire : le patronage de jeunes gens, inspirée de Timon-David qui devient la véritable charte pédagogique des patronages belges puis lance l’idée d’une fédération des cercles d’études, complémentaire de la fédération proprement sportive, le 10 octobre : l’Association catholique de la jeunesse belge (ACJB). Celle-ci aboutit en 1924 à la création d’une Fédération nationale des patronages (FNP) dont les statuts paraissent le 27 avril 1926 au Moniteur belge. L’année suivante Raoul Delgrange en devient le premier président. Le siège social est alors à Bruxelles.
Quelque peu freinés par la montée de la Jeunesse ouvrière chrétienne (JOC) au cours des années trente, les patronages sont contraints de se mettre en sommeil pendant la Seconde Guerre mondiale où de nombreux aumôniers et membres participent à la résistance.

### Les patronages depuis 1945

Logo du Patro.

Les activités reprennent dès la Libération et, en 1947, le siège fédéral de la FNP est transféré de Louvain à Gilly. En 1949, le 25e anniversaire de la FNP rassemble 20 000 garçons et filles à Bruxelles. La Fédération nationale des patros féminins (FNPF) est créée en 1951. Du côté sportif, en 1960 apparait à côté de la Fédération nationale des sociétés catholiques de gymnastique une seconde fédération, la Fédération royale catholique sportive de Belgique puis une troisième un peu plus tard, Sportapostalaat.
Le 30 avril 1967, devant 30 000 membres le Relais Patro de Natoye est inauguré par le roi Baudouin et la reine Fabiola. Le 25 août 1976 les statuts de la FNP et FNPF paraissent au Moniteur belge. Celles-ci sont reconnues par décret en 1980 comme organisations de jeunesse de la communauté française de Belgique. Mais en 2005 la FNP doit vendre le relais Patro de Natoye dont elle ne peut plus assurer l’entretien. Le 24 juin 2010, la FNPF fusionne avec la FNP au sein du Patro, nouvelle entité fédérative des patronages catholiques belges francophones.
En 1983 les trois organismes sportifs siègent à la Fédération internationale catholique d'éducation physique et sportive (FICEP). Mais dès 1972, on assiste à un éloignement progressif des structures francophones et néerlandophones qui aboutit en 1978 à la reconnaissance de deux entités, la Katolische Vlaamse Turnfederatie (KTV) et l’Association belge francophone de gymnastique sportive et culturelle (ABFGSC). En 1986, celle-ci se fond au sein de l'Académie des fédérations de gymnastique flamandes, la FNP et la FNPF puis le Patro continuant d’assurer l’animation spirituelle des associations qui le désirent. Cependant, en Flandres, la Katolische Vlaamse Turnfederatie se maintient et devient Gym Vlaanderen (Gymnastique Flandre) rebaptisée le 15 mai 2007 Gym & Dans Fédération Vlaanderen (Fédération flamande de gymnastique et de danse) qui représente maintenant seule la Belgique au sein de la FICEP.

Drapeau de la Région flamande
Drapeau de la Région wallonne

## Relations internationales
La fédération nationale des sociétés de gymnastique et d’armes de Belgique a largement soutenu aux côtés de la FGSPF et de la Fédération des associations sportives catholiques italiennes (FASCI) les démarches du pape Pie X et contribué à la fondation de l’UIOCEP à Nancy en 1911 à l’initiative du Dr Paul Michaux, président fondateur de la FGSPF. La vice-présidence de l’UIOCEP échoit immédiatement au baron belge de Dieudonné. Avec Félix Van De Kerkhove elle en assure ensuite la présidence de 1919 à 1931 puis de 1991 à 1998 avec Achille Diegenant, l’UIOCEP étant devenue la FICEP en 1947. La Belgique y est représentée actuellement par Gym et Dans Fédération Vlaanderen.